# شاخ‌بلند ابرش
شاخ‌بلند ابرش یا آنتلوپ روآن (نام علمی: Hippotragus equinus) نام یک گونه از زیرخانواده شاخ‌بلند چرنده است.